# Petter Dass
Petter Dass (ur. ok. 1647 – zm. 18 sierpnia 1707 w Alstahaug) – norweski duchowny luterański, teolog i poeta. Obok Dorothe Engelbretsdatter najwybitniejszy norweski przedstawiciel literatury baroku.

## Życie
Petter Dass urodził się w norweskim Nordlandzie jako syn kupca Petera Dundasa pochodzącego ze szkockiego Dundee i Maren Falsch, córki właściciela ziemskiego z Helgelandu i zarządcy dóbr duńskiego arystokraty Henrika Rantzau. Ojciec Pettera zmarł w 1653 r., przyszły poeta miał wtedy ok. 6 lat. Razem z pięciorgiem rodzeństwa wychowywany był przez krewnych. Kiedy matka powtórnie wyszła za mąż, Petter zamieszkał u dorosłej siostry i jej męża, proboszcza w Nærøy. W 1660 r. młody Petter zaczął regularną edukację, najpierw w szkole katedralnej w Bergen, później na wydziale teologicznym Uniwersytetu Kopenhaskiego. W 1669 r. podjął pracę jako nauczyciel domowy dzieci pastora w parafii Vesfn. Zaręczył się z jego córką Margarete Andersdatter. W 1691 r. został zwolniony z pracy w atmosferze skandalu. Rodzice Margarete oskarżyli go o uwiedzenie narzeczonej, która spodziewała się jego dziecka. Dass, świeżo mianowany kapelanem w sąsiednich gminach (Nesna, Rana i Dømnes), przyznał się do ojcostwa, ale został – za niewłaściwe prowadzenie – zawieszony w niektórych czynnościach duchownych. Musiał udać się do Kopenhagi prosić króla jako zwierzchnika państwowego Kościoła w Danii i Norwegii o przebaczenie, a jako najwyższą instancję sądową o wyznaczenie formy zadośćuczynienia rodzinie Margarete. Po uzyskaniu królewskiego przebaczenia i zapłaceniu kaucji rodzicom narzeczonej oraz biskupowi Trondheim Dass został przywrócony do swoich funkcji. Niezwłocznie też narzeczoną poślubił. Para miała kilkoro dzieci, w tym Andersa Dassa, który także został księdzem. Do 1689 r. Peter Dass pełnił funkcję proboszcza w parafii Nesna, a następnie, do swojej śmierci w 1707 w Alstahaug. Obecnie znajduje się tam muzeum poety.

## Twórczość
Peter Dass pisał kazania, hymny i psalmy, ale jego najbardziej znanym dziełem jest Nordlands Trompet (Trąba Północy) – poemat topograficzny opisujący północno-zachodnie regiony Norwegii. Większość utworów Dassa opublikowano po jego śmierci.

## Legenda poety
Jeszcze za życie Peter Dass był podziwiany przez swoich parafian. Miał dar zjednywania sobie ludzi, nawet ubogich i niewykształconych, a tacy stanowili większość mieszkańców jego parafii. Wśród chłopów i rybaków krążyły legendy o tym, jak w drodze do Kopenhagi kilkakrotnie oszukał diabła i zmusił go do wykonywania swoich rozkazów. Niektórzy, mniej przychylni pastorowi, uważali wręcz Dassa za czarnoksiężnika obdarzonego ponadludzkimi mocami. To, że przez poezję rozsławiał położony na uboczu region kraju, a także handlowe zdolności Pettera, współwłaściciela dużej spółki poławiającej i sprzedającej dorsze, umacniały jego popularność w ojczystym kraju. Po śmierci Dassa wielu nordlandzkich rybaków wciągnęło na znak żałoby czarne żagle. Podobno niektórzy nie zdejmowali ich przez sto lat.